# Eurithia tessellans
Eurithia tessellans là một loài ruồi trong họ Tachinidae.